# Saulkrasti (novads)
Saulkrasti (en letton : Saulkrastu novads) est une municipalité de Lettonie, situé dans la région de Vidzeme, dont le chef-lieu est Saulkrasti. 

## Géographie
La municipalité s'étend sur 277,79 km2 au centre du pays et est bordée à l'ouest par le golfe de Riga et au sud par la Gauja. Elle est traversée par la route européenne 67.
Elle comprend la ville de Saulkrasti ainsi que les localités de Bikernieki, Loja, Murjāni, Pabaži, Sēja et Zvejniekciems.

### Municipalités limitrophes
|               | Limbaži    |         |
| Golfe de Riga | Saulkrasti | Sigulda |
| Ādaži         | Sigulda    |         |

## Histoire
La municipalité est créée le 1er juillet 2009 par la réorganisation de la ville de Saulkrasti et des zones rurales adjacentes. Le 1er juillet 2021, elle est agrandie par la fusion avec l'ancienne paroisse de Sēja.

## Démographie
Avant la fusion de 2021, la population s'élevait à 6 082 habitants en 2009 et à 6 735 habitants en 2020. La population de la nouvelle municipalité s'élevait à 9 926 habitants en 2024.

## Politique et administration
La municipalité est dirigée par un conseil de quinze membres, élus pour un mandat de quatre ans. Les dernières élections ont eu lieu le 7 juin 2025. Le maire est Normunds Līcis (lv), depuis 2018.